# Nová Dedina
Nová Dedina és un poble i municipi d'Eslovàquia que es troba a la regió de Nitra, al sud-oest del país. El 2011 tenia 1.554 habitants.

## Història
La primera menció escrita de la vila es remunta al 1075.

## Demografia
| Godina             | 1994 | 2004   | 2014   | 2024   |
| ------------------ | ---- | ------ | ------ | ------ |
| Nombre de persones | 1588 | 1540   | 1524   | 1455   |
| Diferència         |      | −3,02% | −1,03% | −4,52% |

| Godina             | 2023 | 2024   |
| ------------------ | ---- | ------ |
| Nombre de persones | 1452 | 1455   |
| Diferència         |      | +0,20% |